# Морилка (деревообробка)
Морилка "Палисандр" або бейц — барвник для деревини, призначений для збереження текстури дерева, для більш яскравого виділення малюнка. Морилками називають цілу лінійку розчинів для фарбування дерева. Випускається морилка також і у вигляді порошку, який необхідно розводити водою, спиртом або іншими розчинниками.
У залежності від призначення, морилки випускаються трьох видів:
- прозорі
- напівпрозорі
- непрозорі

Чим менш прозорий розчин, тим більше морилка не схильна до знебарвлення. По виду рідини-основи морилки ділять на водо- і органорозчинні.
Залежно від породи дерева, малюнки деревини можуть бути або яскраво вираженими, або бути зовсім непомітними неозброєному оку. І всі вони мають різну щільність, а значить – і проникність для фарби. Чим вище щільність — тим менш глибоко проникає барвний розчин в дерево. Морилка просочує своїми фарбувальними речовинами волокна деревини, після чого рідина-розчинник випаровується. На деревині з'являється так званий негативний малюнок моріння.
Існує і інший процес, при якому морилка протягом тривалого часу взаємодіє з дубильними речовинами деревини. Такий вид забарвлення називають травленням.